# 3S政策
3s政策是指通过Screen（电视或电影）、Sport（竞技运动）、Sex（性）让大众对政治和社会问题不关心的一种愚民政策。让民众把兴趣和注意力转移到非政治问题，以维持政权稳定。